# Прідун Степан
Прідун Степан  (7 січня 1894, с. Княгинин, тепер частина м. Івано-Франківськ — 8 грудня 1937, м. Санкт-Петербург, Росія) —  активний учасник національно-визвольних змагань та громадський діяч, хорунжий УСС.

## Життєпис
Закінчив з відзнакою гімназію у Станиславові (1913). Студент філософії (класична філологія) Віденського університету.
У 1914 році записався до першого похідного куреня УСС у Станіславові, який формував Дмитро Вітовський. Викладав у стрілецькій гімназії при Коші УСС, організатор кошової бібліотеки та читального залу. Ця так звана "етапна гімназія" була зініційована і створена Степаном Прідуном наприкінці травня 1915 року в Замковій Паланці коло Мукачева на угорській Україні, де перебував КІш УСС. Він так писав про причини заснування гімназії:
"Найголовнїйшими завданнями курсу було: відсвіжити розум молодих людей, привернути їм попередню благородність і чистість почувань, вивести їх на якийсь час з тої очайдушности, яка опановує цїлу істоту людини на місцї вічної небезпеки, та використати час, присвячений зміцненню фізичних сил, на відпочинок духа й серця."
Хоча у цій гімназії навчалися лише стрільці, однак населення Закарпаття знало про українську гімназію, що сприяло їхній українській самосвідомості. В стрілецькій гімназії навчалися близько 30 стрільців, які перед тим були гімназистами чи студентами. Кандидат філософії Степан Прідун викладав у гімназії латину, грецьку мову, математику і філософію за програмою вищих класів гімназії. Гімназія в Паланках потривала від кінця травня до 5 липня 1915. Др. Назарук назвав "етапну гімназію" одинокою українською гімназією на Мадярщині. Підхорунжий Микола Венгжин зробив фотографічні знімки слухачів гімназії. 
З липня 1915 року Кіш УСС був перенесений до Галичини. Там гімназія мала вже більше учнів і більше учителів. 
Воював в УГА, із якою перейшов за Збруч.
Працював професором університету в Одесі. 
29 травня 1934 року засуджений «трійкою» при ГПУ УРСР до 5 років виправно-трудових таборів. Покарання відбував в Соловецькому таборі особливого призначення. 
25 листопада 1937 року засуджений особливим трибуналом УНКВД Ленінградської області до розстрілу. Розстріляний у Ленінграді разом з групою соловецьких в’язнів.